# Bayano Kamani
Bayano Kamani (ur. 17 kwietnia 1980 w Houston) – panamski lekkoatleta, specjalista biegu na 400 m przez płotki. Do 19 lipca 2003 reprezentował barwy Stanów Zjednoczonych.

## Osiągnięcia
- srebrny medal Uniwersjady (Palma de Mallorca 1999)
- złoty medal mistrzostw Ameryki Południowej (Barquisimeto 2003)
- 5. miejsce podczas igrzysk olimpijskich (Ateny 2004)
- złoty medal igrzysk Ameryki Środkowej i Karaibów (Cartagena de Indias 2006)
- srebrny medal igrzysk panamerykańskich (Rio de Janeiro 2007)[1]

## Rekordy życiowe
- bieg na 400 m przez płotki – 47,84 (2005) rekord Panamy, rekord Ameryki Południowej[2]
- bieg na 400 m (hala) – 46,20 (2001), w 2005 Kamani ustanowił do dziś aktualny halowy rekord Ameryki Południowej (46,26)[2]